# Elias Eppinger

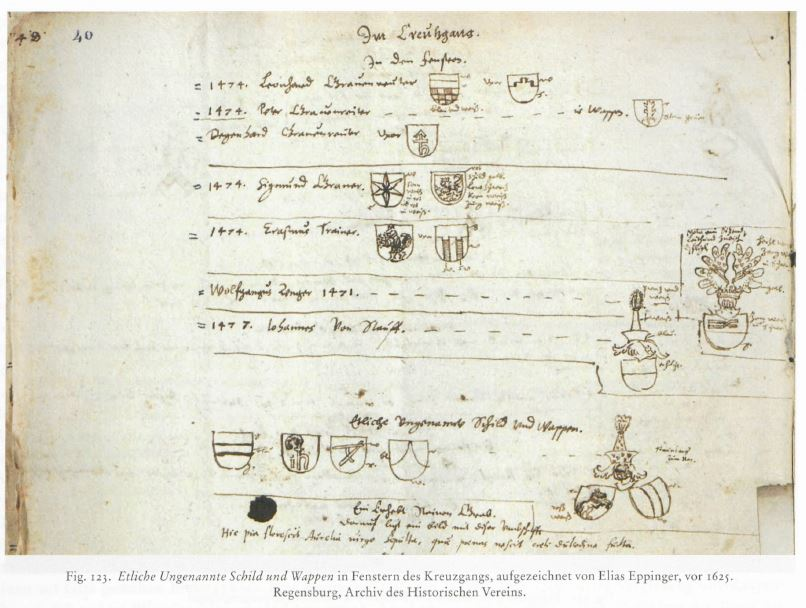
Aufzeichnungen von Elias Eppinger über die Glasmalereien im Kreuzgang des Klosters Sankt Emmeram in Regensburg

Elias Eppinger (* 1563; † 1625)  war Bürger in Regensburg, Ratsherr und Kämmerer (1563–1625). Mit seinen Aufzeichnungen wird er zu den frühen Historikern der Stadt Regensburg gezählt.
Die handschriftliche Überlieferung der Exzerpte aus Regensburger Urkunden und Aufzeichnungen über die Denkmäler im Regensburger Minoritenkloster gelangten als Geschenk des Grafen Hugo von Walderdorff im Jahr 1898 in den Besitz des Historischen Vereins Regensburg (heute Historischer Verein für Oberpfalz und Regensburg). Die Bestände des Historischen Vereins werden im Archiv der Stadt Regensburg verwahrt.